# Monument istoric

Emblem, das zur Kennzeichnung geschützter Gebäude und anderer Kulturstätten in Rumänien verwendet wird

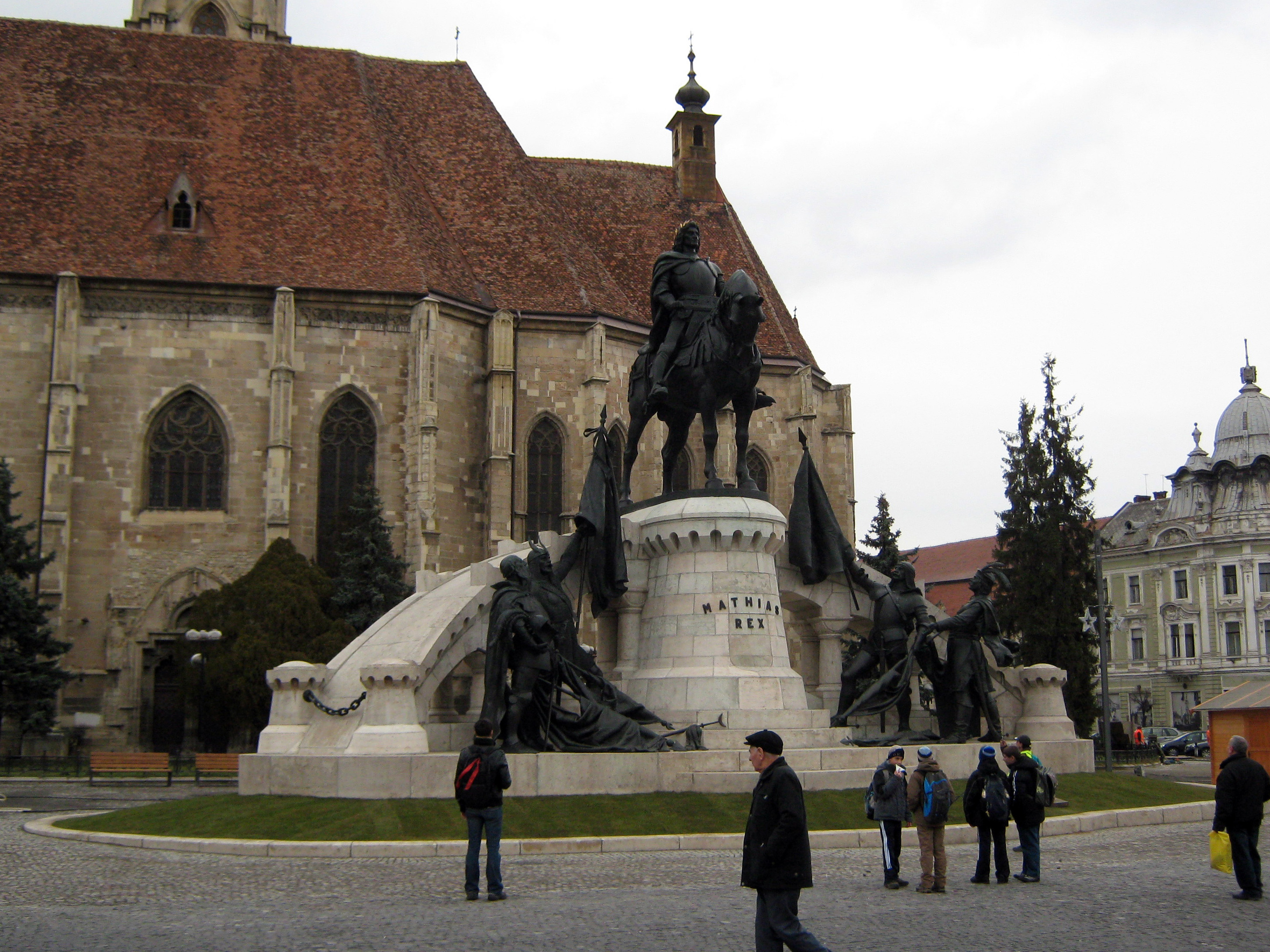
Monument istoric in Cluj-Napoca.

In Rumänien ist die Einstufung als Monument istoric („historisches Denkmal“, Plural: Monumente istorice) eine Maßnahme, um ein aufgrund seiner Geschichte oder Architektur bemerkenswertes Bauwerk als Denkmal zu schützen. Das anerkannte öffentliche Interesse bezieht sich dabei auf die historische bzw. kunstgeschichtliche Bedeutung des Monuments.

## Klassifikation
Ein Monument istoric ist definiert als ein architektonisches oder bildhauerisches Werk oder eine archäologische Stätte,
- die einen bedeutenden Wert für das kulturelle Erbe haben und von unbeweglichem Ausmaß sind
- die die Erinnerung an ein Ereignis, einen Ort oder eine historische Persönlichkeit bewahren

Historische Denkmäler werden im nationalen Register der historischen Denkmäler Rumäniens eingetragen. Sie können auch Orte umfassen, die nicht ausdrücklich als Ganzes aufgeführt sind, die aber denkmalgeschützte Objekte enthalten, wie z. B. Gedenkstatuen und Brunnen in Parks und auf Friedhöfen.

### Bestandsaufnahme
In Rumänien gibt es 29.540 ausgewiesene monumente istorice, die einzeln aufgeführt sind (Stand 2010).
Davon sind 2.621 in Bukarest; 1.630 im Kreis Iaşi; 1.381 im Kreis Cluj; 1.239 im Kreis Dâmboviţa; 1.069 im Kreis Prahova; 1.023 im Kreis Argeș; 1.017 im Kreis Mureș; 1.014 im Kreis Sibiu; 983 im Kreis Braşov; 865 im Kreis Buzău; 833 im Kreis Caraş-Severin; 790 im Kreis Vâlcea; 765 im Kreis Bistriţa-Năsăud; 758 im Kreis Olt; 740 im Kreis Harghita; 724 im Kreis Ilfov; 699 im Kreis Dolj; 684 im Kreis Constanţa; 679 im Kreis Alba; 588 im Kreis Covasna; 582 im Kreis Maramureș; 569 im Kreis Mehedinţi; 567 im Kreis Tulcea; 544 im Kreis Sălaj; 542 im Kreis Giurgiu; 537 im Kreis Neamţ; 520 im Kreis Hunedoara; 517 im Kreis Suceava; 509 im Kreis Botoşani; 501 im Kreis Gorj; 435 im Kreis Bihor; 434 im Kreis Vaslui; 427 im Kreis Vrancea; 413 im Kreis Arad; 393 im Kreis Teleorman; 364 im Kreis Bacău; 338 im Kreis Timiș; 310 im Kreis Satu Mare; 284 im Kreis Călăraşi; 263 im Kreis Galaţi; 218 im Kreis Ialomiţa; und 171 im Kreis Brăila.